# Deutsch-südsudanesische Beziehungen
Die Deutsch-südsudanesischen Beziehungen bestehen seit der Unabhängigkeit des Südsudan im Jahre 2011. Im Rahmen des Bürgerkriegs im Südsudan wurde die Bundesrepublik Deutschland zu einem wichtigen Geber humanitärer Hilfen.

## Geschichte
Im 19. Jahrhundert bereisten einige deutschsprachige Forscher wie Wilhelm von Harnier, Georg Schweinfurth und Richard Buchta den heutigen Südsudan. 1878 wurde der Schlesier Emin Pascha zum Gouverneur der Provinz Äquatoria im Türkisch-Ägyptischen Sudan ernannt. Er führte in die Region neue Kulturpflanzen ein, baute das Straßensystem aus und brachte neue Gebiete unter türkischen Einfluss. Mit dem Mahdi-Aufstand musste er später fliehen. Im frühen 20. Jahrhundert untersuchten die deutschen Forscher Wilhelm Banholzer und Diedrich Westermann die Volksgruppe der Schilluk im Südsudan.
Im Jahre 1964 reiste die Fotografin und Filmemacherin Leni Riefenstahl in den damaligen Sudan und fotografierte Angehörige der Nuba. Ihre Fotos erschienen später in deutschen Illustrierten. In der zweiten Hälfte des 20. Jahrhunderts führten die christlichen Völker des Südsudans einen langjährigen Unabhängigkeitskrieg gegen den muslimisch-arabischen Norden. Deutsche wie Kilian Kleinschmidt waren im Rahmen von UN-Einsätzen im Land aktiv. 1997 gründete Stephan Reimund Senge die Initiative Sudan, welche Hilfe im vom Krieg verwüsteten Südsudan leistete.
Schon vor der Unabhängigkeit des Südsudan nahm Deutschland 2006 mit dem Südsudan die offizielle bilaterale Entwicklungszusammenarbeit auf. 2010 richtete die Gesellschaft für Internationale Zusammenarbeit ein Büro in Juba ein. Nach einem international anerkannten Unabhängigkeitsreferendum erkannte die Bundesrepublik Deutschland die Unabhängigkeit des Südsudans umgehend an und etablierte eine Deutsche Botschaft in Juba. Nach dem Beginn des Bürgerkriegs im Land musste die Bundeswehr 2012 deutsche Staatsbürger aus dem Land ausfliegen. Deutschland leistete humanitäre Hilfe und die Bundeswehr beteiligte sich an der UN-Mission UNMISS.
Aufgrund der schlechten Sicherheitslage im Land musste die neuerrichtete deutsche Botschaft in Juba 2016 evakuiert werden. Sie wurde allerdings nicht geschlossen, sondern wurde formell weiterbetrieben.

## Wirtschaft
Die wirtschaftlichen Beziehungen zwischen Deutschland und dem Südsudan sind kaum entwickelt. Im Jahre 2021 lag das bilaterale Handelsvolumen bei lediglich 8 Millionen Euro. Im Jahr 2023 hat sich das Handelsvolumen auf 16 Millionen verdoppelt. Die Privatwirtschaft ist kaum vorhanden, aufgrund der ungewissen wirtschaftlichen Lage.

## Entwicklungshilfe
Eine offizielle Entwicklungszusammenarbeit besteht seit dem Jahre 2006 und seit den 1970er Jahren ist die Gesellschaft für Internationale Zusammenarbeit im Land tätig. Schwerpunkte der Entwicklungskooperation sind Ernährungssicherung und landwirtschaftliche Entwicklung, Wasserversorgung sowie ländliche Entwicklung und Regierungsführung. Daneben unterstützt Deutschland geflüchtete Personen.

## Diplomatische Standorte
- Deutschland hat eine Botschaft in Jauba.[7]
- Der Südsudan hat eine Botschaft in Berlin.[8]